# Robert William Holley
Robert William Holley (Urbana, 28 gennaio 1922 – Los Gatos, 11 febbraio 1993) è stato un biochimico statunitense, noto per aver individuato la struttura del tRNA responsabile del trasporto dell'alanina ed aver contribuito, insieme a insieme a Marshall Nirenberg ed Har Gobind Khorana, a descrivere il meccanismo della sintesi proteica. Per tali ricerche, insieme a Nirenberg e Khorana, Holley vinse il Premio Nobel per la Medicina nel 1968.

## Biografia
Diplomato nel 1938 alla Urbana High School, Holley intraprese gli studi in chimica all'università dell'Illinois presso Urbana-Champaign, dove si laureò nel 1942, prima di iniziare il programma di PhD in chimica organica presso la Cornell University.
Durante la seconda guerra mondiale, Holley passò due anni presso i laboratori di Vincent du Vigneaud al Cornell University Medical College, dove fu coinvolto nella prima sintesi chimica della penicillina. Holley completò il PhD nel 1947.
Terminati gli studi, Holley restò presso la Cornell University come professore associato in chimica organica (a partire dal 1948) e, a partire dal 1962, come professore di biochimica. Iniziò ad interessarsi alle ricerche sull'RNA dopo due anni sabbatici (1955 - 1956) passati al California Institute of Technology con James Bonner.
Nel 1968 si unì al Salk Institute for Biological Studies di La Jolla.

## Le ricerche sull'RNA

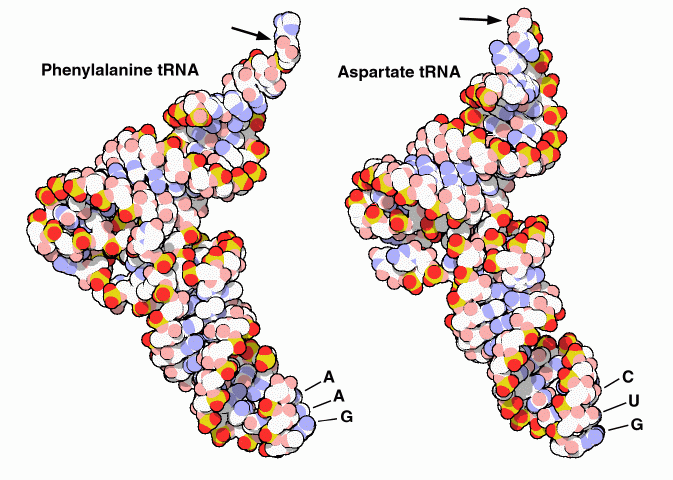
Struttura tridimensionale di due amminoacil-tRNA. Quello a sinistra trasporta fenilalanina, quello a destra aspartato. Si noti che gli amminoacidi (indicati dalle frecce in alto) hanno una dimensione molto ridotta se confrontati con i tRNA che li trasportano. Le tre basi che compongono gli anticodoni sono riportate in basso

Holley focalizzò dapprima le sue ricerche sull'isolamento dell'RNA transfer (tRNA), per poi dedicarsi specificamente alla determinazione di sequenza e struttura dell'alanil-tRNA, la macromolecola che permette l'inserimento dell'amminoacido alanina all'interno delle proteine. Il gruppo di ricerca di Holley determinò la struttura del tRNA utilizzando due RNAsi in grado di spezzare il tRNA in pezzetti. Poiché tali RNAsi sono in grado di tagliare la molecola solo presso specifiche sequenze nucleotidiche, il gruppo fu in grado di ricostruire, come per un puzzle, la struttura dell'intera molecola.
Completata nel 1964, tale struttura costituì una scoperta chiave nella spiegazione della traduzione da mRNA a proteine. Quella dell'alanil-tRNA fu anche la prima sequenza di RNA ad essere determinata. Utilizzando il metodo di Holley, inoltre, altri scienziati furono in grado in seguito di determinare le strutture degli altri tRNA. Pochi anni più tardi, il metodo di Holley fu modificato per poter analizzare le sequenze nucleotidiche di batteri o virus.